# Kanton Fontainebleau
Kanton Fontainebleau (fr. Canton de Fontainebleau) je francouzský kanton v departementu Seine-et-Marne v regionu Île-de-France. Tvoří ho 34 obcí.
Před reformou kantonů 2014 ho tvořilo 7 obcí.

## Obce kantonu
od roku 2015:
| - Acheres-la-Foret - Amponville - Arbonne-la-Foret - Avon - Barbizon - Boissy-aux-Cailles - Boulancourt - Bourron-Marlotte - Burcy - Buthiers - Cély - Chailly-en-Biere - La Chapelle-la-Reine - Fleury-en-Biere - Fontainebleau - Fromont - Guercheville | - Héricy - Nanteau-sur-Essonne - Noisy-sur-École - Perthes - Recloses - Rumont - Saint-Germain-sur-École - Saint-Martin-en-Biere - Saint-Sauveur-sur-École - Samois-sur-Seine - Samoreau - Tousson - Ury - Le Vaudoué - Villiers-en-Biere - Villiers-sous-Grez - Vulaines-sur-Seine |

před rokem 2015:
- Avon
- Bois-le-Roi
- Fontainebleau
- Héricy
- Samois-sur-Seine
- Samoreau
- Vulaines-sur-Seine